# Francesco Nucara
Francesco Nucara (Regio de Calabria, 3 de abril de 1940-Roma, 12 de mayo de 2022) fue un político italiano, secretario nacional del Partido Republicano Italiano (PRI) desde 2001 hasta su fallecimiento.

## Carrera política
Fue elegido diputado por tres legislaturas, de 1983 a 1994, siempre dentro de las filas del PRI. También ha sido viceministro de medio ambiente durante el gobierno de Silvio Berlusconi. Por otro lado, en las filas del PRI, al cual se afilió en 1963, ha sido entre otros cargos: secretario regional de Calabria y secretario de organización a nivel nacional. En 2001 fue elegido secretario nacional sustituyendo a Giorgio La Malfa y desde entonces había reforzado la alianza de los republicanos con la Casa de las Libertades de Berlusconi.